# Superálgebra
En matemáticas y física teórica, una superálgebra es un álgebra graduada Z2.  Es decir, es un álgebra sobre un anillo o campo conmutativo con una descomposición en partes "pares" e "impares" y un operador de multiplicación que respeta la calificación.
El prefijo super- proviene de la teoría de la supersimetría en física teórica. Las superálgebras y sus representaciones, los supermódulos, proporcionan un marco algebraico para formular la supersimetría. El estudio de tales objetos a veces se denomina álgebra superlineal. Las superálgebras también desempeñan un papel importante en el campo relacionado de la supergeometría, donde entran en las definiciones de variedades graduadas, supervariedades y superesquemas.

## Definición formal
Sea K un anillo conmutativo. En la mayoría de las aplicaciones, K es un campo de característica 0, como R o C.
Una superálgebra sobre K es un K -módulo A con una descomposición de suma directa
{\displaystyle A=A_{0}\oplus A_{1}}
junto con una multiplicación bilineal A × A → A tal que
{\displaystyle A_{i}A_{j}\subseteq A_{i+j}}
donde los subíndices se leen módulo 2, es decir, se consideran elementos de Z2.
Un superanillo, o anillo de grado Z2, es una superalgebra sobre el anillo de números enteros Z.
Los elementos de cada uno de A i se dicen homogéneos. La paridad de un elemento homogéneo x, denotada por | x |  , es 0 o 1 según esté en A 0 o A1. Los elementos de paridad 0 se dicen pares y los de paridad 1 impares. Si x e y son homogéneos, entonces también lo es el producto xy y {\displaystyle |xy|=|x|+|y|}.
Una superálgebra asociativa es aquella cuya multiplicación es asociativa y una superálgebra unital es aquella que tiene un elemento identidad multiplicativo. El elemento identidad en una superálgebra unital es necesariamente par. A menos que se especifique lo contrario, se supone que todas las superálgebras de este artículo son asociativas y unitales.
Una superálgebra conmutativa (o álgebra supercommutativa) es aquella que satisface una versión graduada de conmutatividad. Específicamente, A es conmutativo si
{\displaystyle yx=(-1)^{|x||y|}xy\,}
para todos los elementos homogéneos x e y de A. Hay superálgebras que son conmutativas en el sentido ordinario, pero no en el sentido de superálgebra. Por esta razón, las superálgebras conmutativas suelen denominarse superconmutativas para evitar confusiones. 

## Ejemplos
- Cualquier álgebra sobre un anillo conmutativo K puede considerarse como una superalgebra puramente par sobre K; es decir, tomando A 1 como trivial.
- Cualquier álgebra calificada con Z o N puede considerarse superálgebra leyendo el módulo de calificación 2. Esto incluye ejemplos como álgebras tensoriales y anillos polinomiales sobre K.
- En particular, cualquier álgebra exterior sobre K es una superálgebra. El álgebra exterior es el ejemplo estándar de álgebra supercommutativa.
- Los polinomios simétricos y los polinomios alternos juntos forman una superálgebra, siendo las partes pares e impares, respectivamente. Tenga en cuenta que esta es una calificación diferente a la calificación por grado.
- Las álgebras de Clifford son superálgebras. Generalmente son no conmutativos.
- El conjunto de todos los endomorfismos (denotados {\displaystyle \mathbf {End} (V)\equiv \mathbf {Hom} (V,V)}, donde la negrita {\displaystyle \mathrm {Hom} } se le conoce como interno {\displaystyle \mathrm {Hom} }, compuesto por todos los mapas lineales) de un superespacio vectorial forma una superálgebra bajo composición.
- El conjunto de todas las supermatrices cuadradas con entradas en K forma una superálgebra denotada por M p | q (K). Esta álgebra puede identificarse con el álgebra de endomorfismos de un supermódulo libre sobre K de rango p | q y es el Hom interno de arriba para este espacio.
- Las superálgebras de Lie son un análogo graduado de las álgebras de Lie. Las superálgebras de Lie no son unitarias ni asociativas; sin embargo, se puede construir el análogo de un álgebra envolvente universal de una superálgebra de Lie que es una superálgebra asociativa unital.

## Otras definiciones y construcciones

### Incluso subálgebra
Sea A una superálgebra sobre un anillo conmutativo K. El submódulo A 0, que consta de todos los elementos pares, está cerrado en la multiplicación y contiene la identidad de A y, por lo tanto, forma una subálgebra de A, naturalmente llamada subálgebra par. Forma un álgebra ordinaria sobre K.
El conjunto de todos los elementos impares A 1 es un bimódulo A 0 cuya multiplicación escalar es simplemente multiplicación en A. El producto en A equipa a A 1 con una forma bilineal
{\displaystyle \mu :A_{1}\otimes _{A_{0}}A_{1}\to A_{0}}
tal que
{\displaystyle \mu (x\otimes y)\cdot z=x\cdot \mu (y\otimes z)}
para todo x, y y z en A1. Esto se desprende de la asociatividad del producto en A.

### Involución de grado
Existe un automorfismo involutivo canónico en cualquier superálgebra llamado involución de grado. Está dada en elementos homogéneos por
{\displaystyle {\hat {x}}=(-1)^{|x|}x}
y sobre elementos arbitrarios por
{\displaystyle {\hat {x}}=x_{0}-x_{1}}
donde x i son las partes homogéneas de x. Si A no tiene torsión 2 (en particular, si 2 es invertible), entonces la involución de grado se puede usar para distinguir las partes pares e impares de A:
{\displaystyle A_{i}=\{x\in A:{\hat {x}}=(-1)^{i}x\}.}

### Superconmutatividad
El superconmutador en A es el operador binario dado por
{\displaystyle [x,y]=xy-(-1)^{|x||y|}yx}
sobre elementos homogéneos, extendidos a todo A por linealidad. Se dice que los elementos x e y de A se superconmutan si [x, y] = 0.
El supercentro de A es el conjunto de todos los elementos de A que superconmutan con todos los elementos de A:
{\displaystyle \mathrm {Z} (A)=\{a\in A:[a,x]=0{\text{ for all }}x\in A\}.}
El supercentro de A es, en general, diferente del centro de A como álgebra no graduada. Una superálgebra conmutativa es aquella cuyo supercentro es todo A.

### Producto supertensor
El producto tensorial graduado de dos superálgebras A y B puede considerarse como una superálgebra A ⊗ B con una regla de multiplicación determinada por:
{\displaystyle (a_{1}\otimes b_{1})(a_{2}\otimes b_{2})=(-1)^{|b_{1}||a_{2}|}(a_{1}a_{2}\otimes b_{1}b_{2}).}
Si A o B son puramente pares, esto es equivalente al producto tensorial no graduado ordinario (excepto que el resultado es graduado). Sin embargo, en general, el producto supertensorial es distinto del producto tensorial de A y B considerados álgebras ordinarias y no graduadas.

## Generalizaciones y definición categórica
Se puede generalizar fácilmente la definición de superálgebras para incluir superálgebras sobre un superanillo conmutativo. La definición dada anteriormente es entonces una especialización para el caso en el que el anillo base es puramente par.
Sea R un superanillo conmutativo. Una superálgebra sobre R es un R -supermódulo A con una R -multiplicación bilineal A × A → A que respeta la calificación. La bilinealidad aquí significa que
{\displaystyle r\cdot (xy)=(r\cdot x)y=(-1)^{|r||x|}x(r\cdot y)}
para todos los elementos homogéneos r ∈ R y x, y ∈ A.
De manera equivalente, se puede definir una superálgebra sobre R como un superanillo A junto con un homomorfismo de superanillo R → A cuya imagen se encuentra en el supercentro de A.
También se pueden definir las superálgebras categóricamente. La categoría de todos los R -supermódulos forma una categoría monoidal bajo el producto supertensor con R como objeto unitario. Una superálgebra unital asociativa sobre R puede entonces definirse como un monoide en la categoría de R -supermódulos. Es decir, una superálgebra es un R -supermódulo A con dos morfismos (pares)
{\displaystyle {\begin{aligned}\mu &:A\otimes A\to A\\\eta &:R\to A\end{aligned}}}
para lo cual conmutan los diagramas habituales.